# Authenticité

De vlag van Zaïre

Authenticité (Nederlands: Authenticiteit, oorspronkelijkheid), ook wel zaïrisatie, zaïrianisatie of mobutisme genoemd, was tussen 1967 en 1970 de officiële ideologie van Zaïre (Congo-Kinshasa) onder president Mobutu Sese Seko (1930-1997). Middels authenticité wilde de regering van Mobutu de Westerse - koloniale - invloeden in het land inperken en greep men terug op Afrikaanse tradities en cultuuruitingen. Hoewel een vorm conservatisme, moet authenticité wel worden onderscheiden van reactionaire politiek: het was niet de bedoeling dat de oude levenswijzen van voor het koloniale tijdperk zouden worden aangenomen. Westerse technologische vooruitgang werd echter wel omarmd en ook bleef het Frans de officiële landstaal van Zaïre. Volgens Mobutu was authenticité "noch links, noch rechts" en "noch kapitalistisch, noch socialistisch."

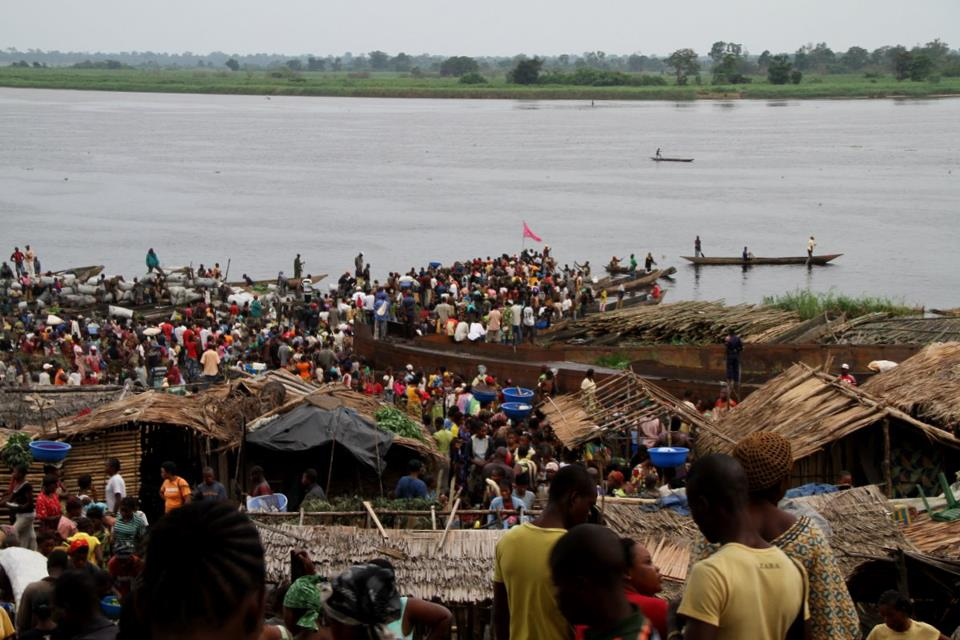
De rivier de Kongo heette tussen 1971 en 1997 de Zaïre.

Authenticité zoals vorm gegeven door Mobutu moet niet worden gezien als een vorm van Pan-Afrikaans nationalisme, maar als een poging om een Zaïrees nationalisme te creëren. Het vormgeven van een Zaïrees nationaal bewustzijn stuitte op het grote probleem dat Congo/Zaïre bestaat uit veel verschillende volkeren die in een aantal gevallen eigen talen spreken en er eigen culturele gebruiken op na houden.

## Implementaties
De belangrijkste implementaties van het authencité-beleid in Congo/Zaïre:
1. Westerse namen en benamingen moesten plaatsmaken voor "authentieke" Zaïrese namen. Doopnamen moesten bijvoorbeeld plaatsmaken voor - wat door de regering werd gezien - oorspronkelijke Afrikaanse namen: de naam van de president werd gewijzigd van Joseph-Désiré Mobutu in Mobutu Sese Seko kuku Ngbendu wa za Banga ("Mobutu, de sterke, krachtige leider die het land naar voorspoed zal brengen"). Op informeel vlak hielden de Zaïrezen veelal vast aan hun niet-"authentieke" voornamen. Namen van steden werden ook veranderd: de hoofdstad Léopoldville werd Kinshasa, Elisabethville werd Lubumbashi, etc. Ook provincies kregen nieuwe namen, zo werd de provincie Katanga de provincie Shaba. De bekendste verandering was echter dat het land, tot dan toe bekend als de Democratische Republiek Congo van 1971 de Republiek Zaïre ging heten. Ook de munteenheid, de Frank, werd vervangen door de Zaïre en de rivier de Congo stond vanaf 1971 te boek als de rivier de Zaïre ("Les Trois Z—Notre Pays, Notre Fleuve, Notre Monnaie"). Een deel van de naamgeving is na de machtsovername van Laurent Kabila in 1997 weer ongedaan gemaakt (denk bijvoorbeeld aan de landsnaam, de naam van de munteenheid en de benaming van de rivier).
2. Standbeelden, plaquettes e.d. in openbare ruimten die herinnerden aan het koloniale verleden werden weggehaald. Standbeelden van bijvoorbeeld koning Leopold II van België werden van hun sokkel gehaald. Volgens Mobutu had dit overigens niets te maken met een soort wraakgevoelens, het was volgens hem gewoon ongebruikelijk om standbeelden van buitenlanders op zulke prominente plekken te hebben.

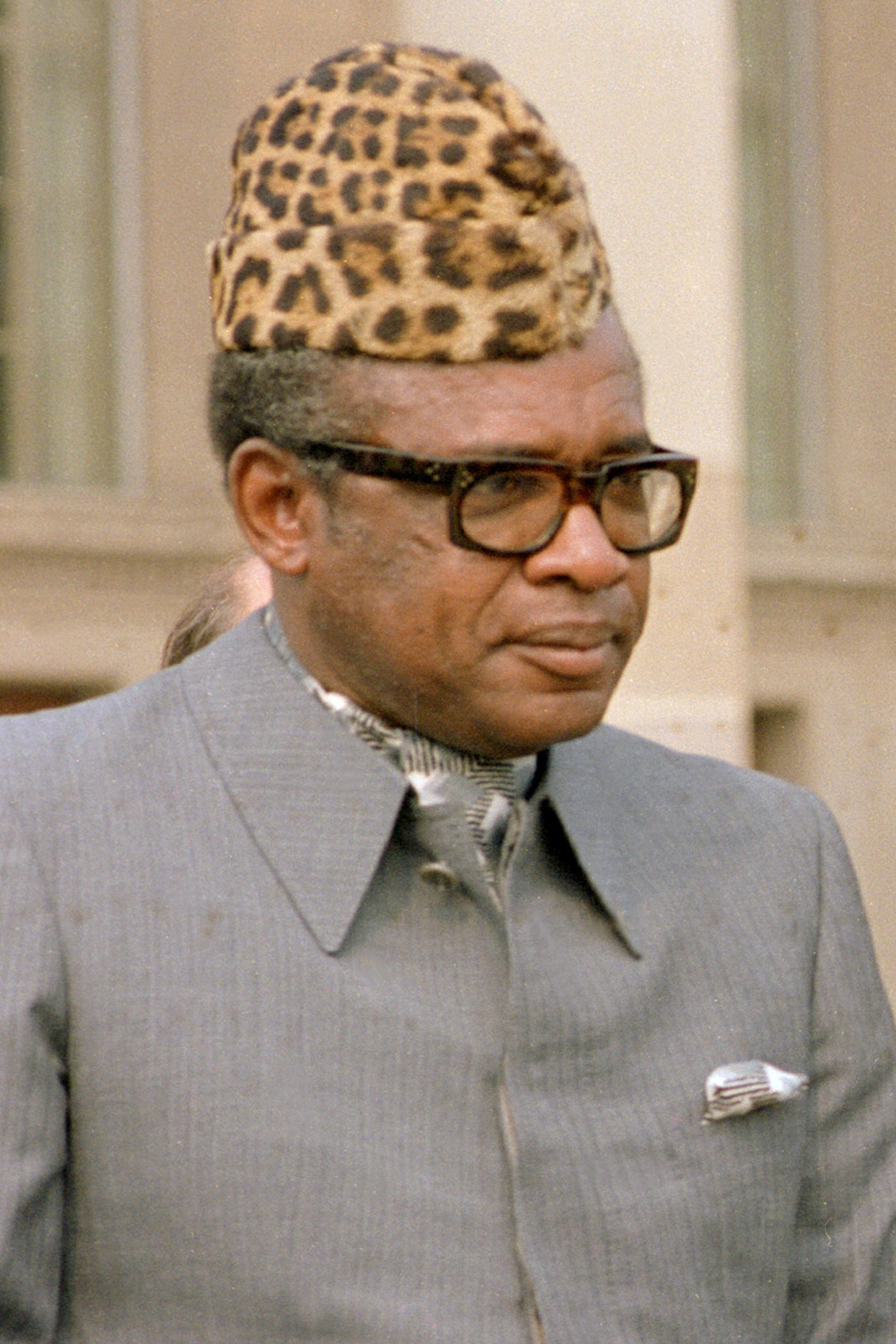
Mobutu draagt een abacost

3. Westerse klederdracht moest plaatsmaken voor "authentieke" kledingstijlen. Mobutu zag voortaan af van Westerse maatpakken en droeg vanaf 1971 de zogenaamde abacost (à bas le costume), een hemdjasje (soms in fleurige kleuren, maar ook in stemmige kleuren) met korte mouwen waarbij men in plaats van een stropdas een ascot draagt. Mannen werden verplicht tot het dragen van een abacost. Vanaf 1990 raakte het dragen ervan in onbruik, omdat de verplichting tot het dragen van de abacost was komen te vervallen. Mobutu bleef echter tot zijn dood verknocht aan de abacost. Mobutu droeg bij verschillende gelegenheden ook een hoedje met panterprint. Ook voor vrouwen kwamen richtlijnen met betrekking tot het dragen van kleding en opsmuk: korte rokken, broekpakken en make-up werden verboden. Ook aanspreekvormen veranderden. In plaats van monsieur en madame kwamen daar de aanspreekvormen citoyen (burger) en citoyenne (burgerin/ vrouwelijke burger) voor in de plaats.
4. Veel ruimte voor oorspronkelijke kunst en cultuuruitingen. Er kwam aandacht voor traditionele Afrikaanse kunst en er werden traditionele Afrikaanse dansen opgevoerd. De Zaïrese regering drong er bij Westerse landen op aan om kunstvoorwerpen die uit Afrika tijdens het koloniale tijdperk zijn weggenomen weer terug te geven. Veel aandacht was ook weggelegd voor traditionele muziek en melodieën. Traditioneel worden in deze liederen de voorouders of het leven bezongen. In het Zaïre van Mobutu was echter de president onderwerp van de liederen. Bij het verwelkomen van een buitenlands staatshoofd werden in tegenstelling tot in andere landen geen saluutschoten afgevuurd maar werd er op trommels gedrumd.

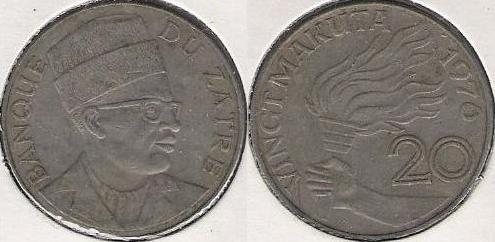
De munteenheid, de zaïre

5. Het centraal stellen van Afrikaanse filosofische voorstellingen. Hoewel Mobutu vooral streefde naar een nationale identiteit voor Zaïre, deelde hij de mening van veel Afrikaanse leiders dat Afrikanen een gezamenlijke filosofie hadden die geworteld is in de solidariteitsgedachte.
6. Inperking van de invloed van de Kerkgenootschappen. M.u.v. van de Kimbanguïstische Kerk, zijn de andere kerkgenootschappen in Congo/Zaïre niet inheems. Daarnaast bezat de Rooms-Katholieke Kerk ook nog eens politieke invloed. Hoewel Mobutu zelf katholiek was legde hij de macht van de kerkgenootschappen aan banden en stond uiteindelijk nog maar een paar kerkgenootschappen toe: de Rooms-Katholieke Kerk, de Kimbanguïstische Kerk, de Orthodoxe Kerk en een overkoepelend kerkverband voor protestantse kerken. Later trad er een dooi in de relaties tussen Mobutu en de Katholieke kerk. Zo liet Mobutu bij zijn paleis in Gbadolite een grote kerk bouwen voor zijn overleden eerste vrouw.
7. De instelling van een eenpartijstaat. Volgens Mobutu is een meerpartijenstelsel goed voor Europeanen, maar slecht voor Zaïrezen. Partijen zullen in een Afrikaans land als Zaïre leiden tot verdeeldheid. De enige toegelaten partij in Zaïre was de Mouvement populaire de la Révolution (Volksbeweging van de Revolutie).
8. De "zaïrisering" van de economie. Grote en middelgrote bedrijven die tot dan toe in handen waren van buitenlandse ondernemers werden vanaf 1973 genationaliseerd ("gezaïriseerd") en werden daardoor staatsondernemingen. De vroegere eigenaren werden wel schadeloosgesteld. De leiding van de nieuwe bedrijven kwam in handen van Zaïrezen, d.w.z. in dit geval in handen van lakeien van Mobutu en dus niet op basis van hun kunde werden geselecteerd, maar op basis van hun loyaliteit t.o.v. de president. Bij een aantal grote bedrijven bleef een deel van het vroegere management de bedrijven runnen. Eind jaren zeventig kwam er reeds een einde aan de zaïrisering omdat mismanagement van de bedrijven leidde tot een economische krimp en oplopende staatsschulden. Er werd toen overgegaan tot een gedeeltelijk privatisering (Retrocession) Vanaf halverwege de jaren tachtig voerde de regering een beleid gebaseerd op economisch liberalisme (onder premier Léon Kengo Wa Dondo).

## Overige landen
Authenticité was door Mobutu bedoeld als een ideologie dat door ieder volk kon worden toegepast en genoot een zekere mate van populariteit in een aantal Afrikaanse landen als alternatief voor het Afrikaans socialisme of panafrikanisme. Étienne Eyadéma en diens Rassemblement du Peuple Togolais (RPT) in Togo namen delen van authenticité over. In dat land moest de bevolking ook "oorspronkelijke" Afrikaanse namen aannemen. De president nam de naam Gnassingbé Eyadéma aan. In Tsjaad wijzigde de president François Tombalbaye zijn naam in N'Garta Tombalbaye en werd de naam van de hoofdstad, Fort-Lamy in Ndjamena en riep een nieuwe politieke partij, Mouvement National pour la Révolution Culturelle et Sociale, in het leven om het authenticiteitsbeleid in goede banen te leiden. Tombalbaye's authenticiteitsbeleid vervreemdde hem echter van zijn bevolking (moslims en christenen), die weinig heil zagen in zijn plannen. Hij werd dan ook in 1975 bij een staatsgreep afgezet, waarbij hij tevens het leven liet.